# Manasses bön
Manasses bön är en judisk eller möjligen en kristen skrift vars ålder är svårbestämd men troligen tillkommen vid tiden kring vår tideräknings början. Den räknas i protestantisk tradition som en apokryfisk bok och finns i Tillägg till Gamla Testamentet. I romersk-katolska kanonen förekommer den inte, men den har traditionellt funnits med i Vulgata-bibeln som en bilaga, tillsammans med andra apokryfa texter, och används inom katolska Kyrkans liturgi. Boken innehåller en 15 verser lång bön som tillskrivs Manasse, kung i Juda rike på 600-talet f Kr.

## Bakgrund
I Andra Krönikeboken kapitel 33 beskrivs hur kung Manasse utför en mängd handlingar i strid mot Mose lag och visar en stor trolöshet mot den gud som utvalt det folk som Manasse är kung över. Efter ett anfall av den assyriske kungen armé förs Manasse bort till Babylon. Där ångrar han sig och ber en bön om förlåtelse, och "Herren lät sig bevekas och lyssnade till Manasses bön" (v 13). Någon sådan bön finns dock inte i Krönikeboken utan i v 18 hänvisas till "Israels kungars krönika" och i v 19 till "hans siares krönika". Manasse blir så småningom frigiven och återinsatt som kung i Juda, där han försökte gottgöra sina förbrytelser.

## Handskrifter
Det anses troligt att någon velat komplettera Krönikebokens text med hur bönen löd. Den är troligen skriven på grekiska och finns inte med i äldsta handskrifterna till den Septuaginta. I de flesta senare handskrifterna finns den dock med, ibland placerad i anslutning till Krönikeböckerna, ibland i anslutning till Psaltaren.

## Senare värderingar
Martin Luther uppskattade skriften och tog med den som den sista av de skrifter han placerade mellan Gamla och Nya Testamentet. På det sättet har den kommit in i evangelisk tradition av så kallade apokryfer. Delar av den ingår i Svenska kyrkans nuvarande evangeliebok.